# Potrerillos de Rentería
Potrerillos de Rentería är en ort i Mexiko.   Den ligger i kommunen La Huacana och delstaten Michoacán de Ocampo, i den södra delen av landet, 300 km väster om huvudstaden Mexico City. Potrerillos de Rentería ligger 179 meter över havet och antalet invånare är 266.
Terrängen runt Potrerillos de Rentería är varierad. Runt Potrerillos de Rentería är det glesbefolkat, med 16 invånare per kvadratkilometer. Närmaste större samhälle är Cupuán del Río, 9,4 km väster om Potrerillos de Rentería. I omgivningarna runt Potrerillos de Rentería växer huvudsakligen savannskog.